# Arijáramna
Arijáramna (𐎠𐎼𐎡𐎹𐎠𐎼𐎶𐎴; óperzsa: a-ra-i-ya-a-ra-ma-na; normalizált alakban Ariyāramna, „az árják öröme” vagy „az árja béke”; ismert hellenizált nevén Ἀριαράμνης, Ariaramnész, babiloni Aryarāmna, elámi Ḫarriyaraumna) Csaispis fia, I. Kurus testvére, I. Dárajavaus dédapja. Fia Arsáma.
Egyetlen lelet kapcsolja az Akhaimenida-házhoz, két aranytábla, amelyet Ekbatanában találtak. Ezek említik, hogy a királyi család sarja, illetve ezek alapján talán feltehető, hogy uralkodott is.